# Dysphylia
Dysphylia är ett släkte av fjärilar. Dysphylia ingår i familjen mott.
Kladogram enligt Catalogue of Life:
| Dysphylia | \| \| Dysphylia asperella \| \| \| \| \| \| Dysphylia malagasella \| \| \| \| \| \| Dysphylia viridella \| \| \| \| \| \| Dysphylia viridis \| \| \| \| |
|           | \| \| Dysphylia asperella \| \| \| \| \| \| Dysphylia malagasella \| \| \| \| \| \| Dysphylia viridella \| \| \| \| \| \| Dysphylia viridis \| \| \| \| |
|           | Dysphylia asperella |
|           | |
|           | Dysphylia malagasella |
|           | |
|           | Dysphylia viridella |
|           | |
|           | Dysphylia viridis |
|           | |